# Lauriacum

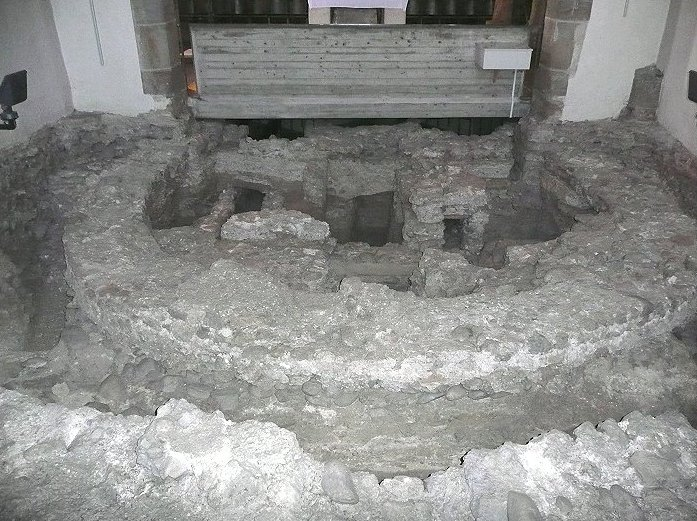
Pozostałości bazyliki wczesnochrześcijańskiej w Lauriacum

Lauriacum – stolica historycznej diecezji (łac.  dioecesis Lauriacensis) w Cesarstwie rzymskim w prowincji Noricum, sufragania patriarchatu w Akwilei istniejąca w III i V wieku. 
Współcześnie Lauriacum jest stanowiskiem archeologicznym w Górnej Austrii niedaleko miasta Enns. Obecnie katolickie biskupstwo tytularne.

## Biskupi tytularni
| Lp. | Biskup            | Funkcja                         | Od               | Do           |
| --- | ----------------- | ------------------------------- | ---------------- | ------------ |
| 1   | Girolamo Prigione | emerytowany nuncjusz apostolski | 27 sierpnia 1968 | 27 maja 2016 |
| 2   | Andrzej Józwowicz | nuncjusz apostolski             | 18 marca 2017    |              |